# 応神村
応神村（おうじんそん）は、徳島県板野郡に属していた村。現在の徳島市応神町各町に相当する。明治22年の市制・町村制施行にあたり、当時の東貞方・西貞方・古川・中原・吉成の5ヶ村合併の折、明治政府に「応神天皇のゆかりの地ゆえ"応神村"と致したし」と陳情し、明治天皇のご裁可を頂いた。西貞方には仁徳天皇ゆかりの地名「仁徳」「鷹ノ橋」があり、「仁徳鷹の橋」「仁徳橋」「鷹の橋」の橋が架かっている。

## 概要
四国三郎で有名な吉野川下流部にある町で、四国三郎橋や吉野川橋などの有名な橋梁が町へ架かっている。
近年では近郊農業が振興し、四国大学や生光学園などの多くの教育機関が充実するなど、都市化が進んでいる。「応神」の名は村内に鎮座する別宮八幡神社の主祭神から付けられた。

## 地理
南部には吉野川が流れ、その吉野川水系である正法寺川が町の西部を流れている。北部には今切川が流れており、北島町と町境になっている。
- 河川：吉野川、今切川、正法寺川

### 画像

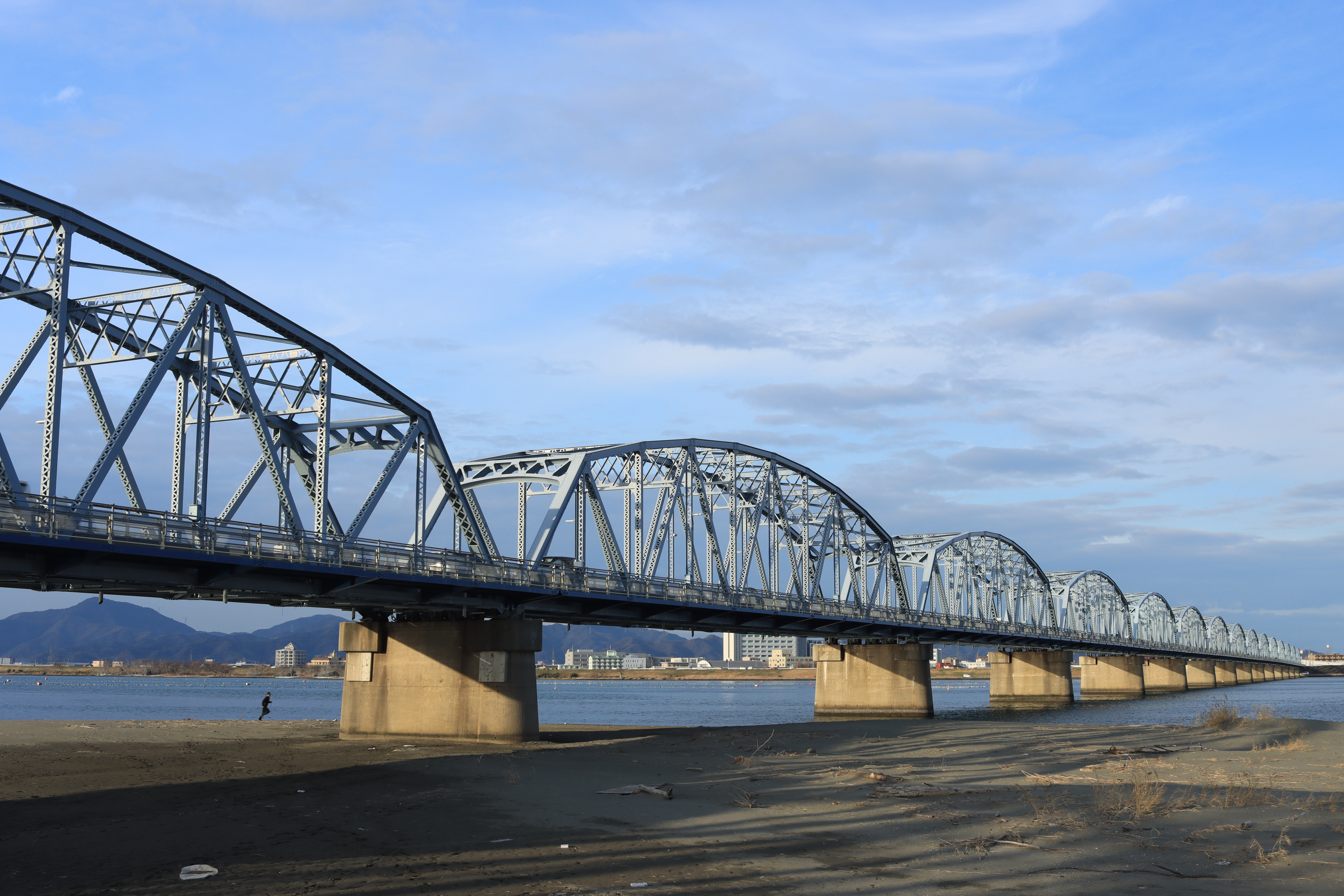
吉野川橋
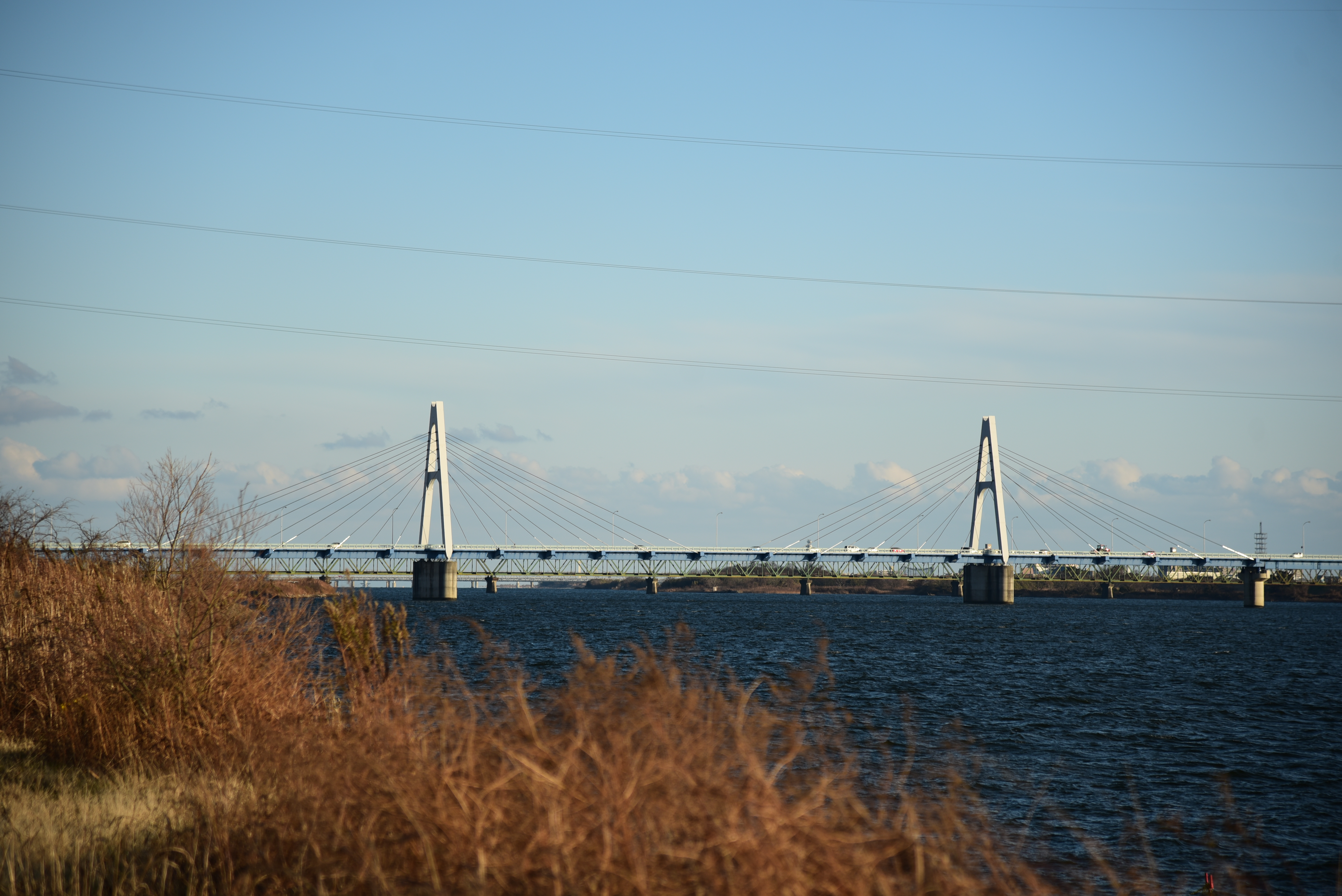
四国三郎橋
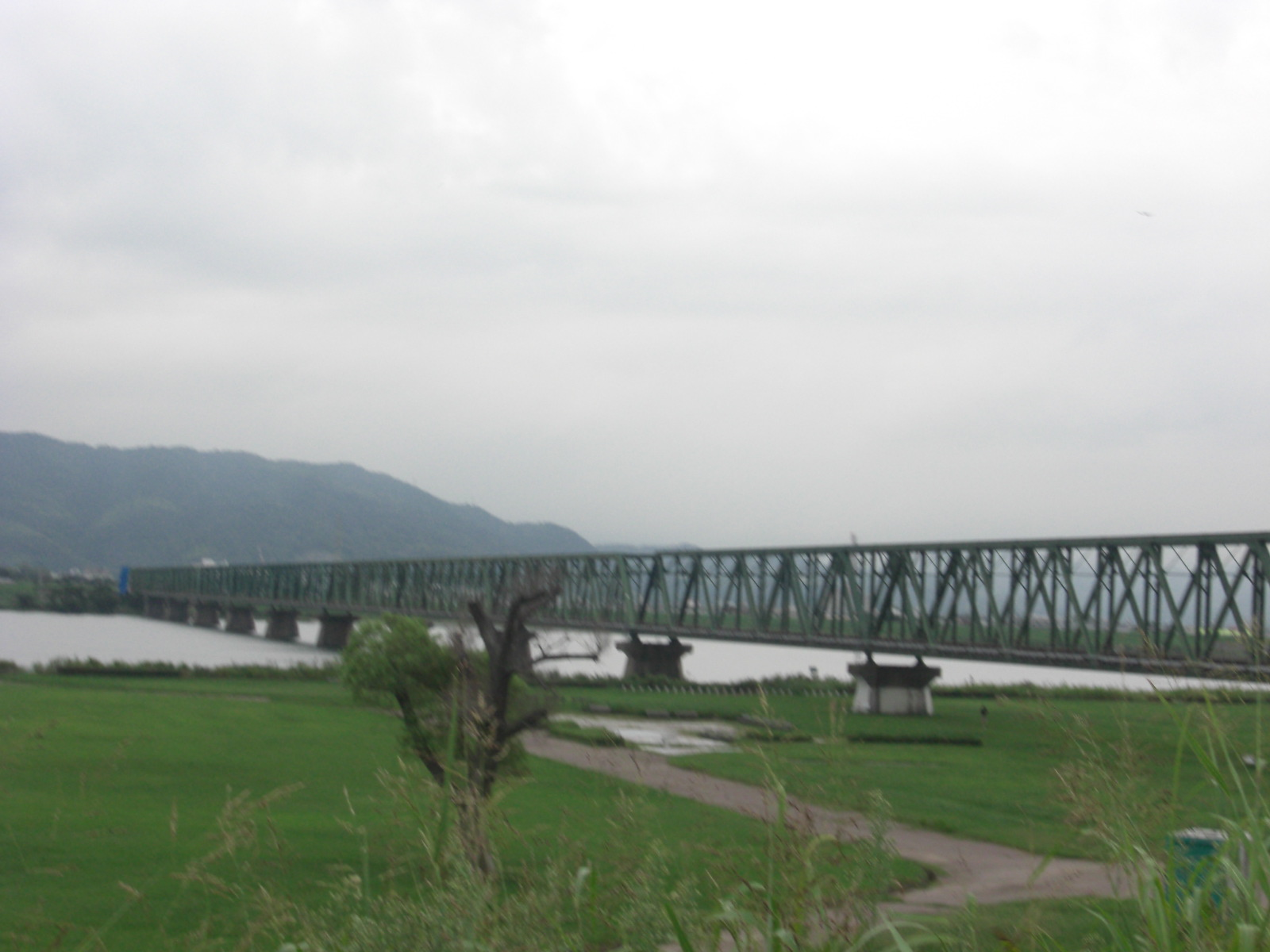
高徳線吉野川橋梁
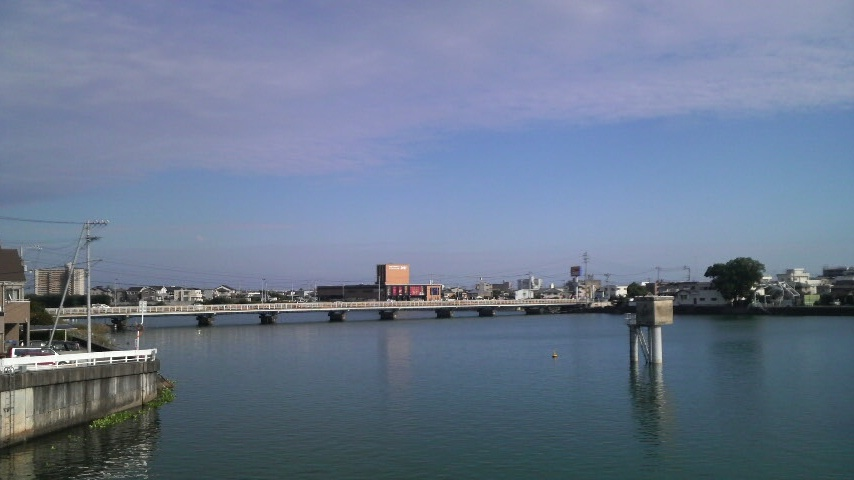
今切川

### 隣接している自治体（合併時）
- 徳島市
- 板野郡北島町
- 板野郡藍住町

## 歴史
- 1889年 - 町村制施行に伴い東貞方村・西貞方村・中原村・古川村・吉成村が合併して板野郡応神村が成立。
- 1916年 - 吉成駅が開業。
- 1928年 - 吉野本町と応神村を結ぶ吉野川橋が開通。
- 1950年3月27日 - 村内に昭和天皇が行幸（昭和天皇の戦後巡幸）。吉野川堤防上で河川改修工事の功労者などが天皇を出迎えた[1]。
- 1963年 - 四国大学が古川に新キャンパスを創立。
- 1966年 - 徳島市へ編入。徳島市応神町となる。
- 1996年 - 吉成字中ノ瀬に徳島県立徳島北高等学校が開校。
- 1998年 - 不動東町と応神町を結ぶ四国三郎橋が開通。

## 経済

### 産業
農業
『大日本篤農家名鑑』によれば、応神村の篤農家は「岡本守一、岡島忠義、井上保一、吉成茂一、岡島蔵次、黒坂太平、近藤達太郎、新居芳助、富永四郎、仁木藤三郎、近藤五郎、庄野敬二、四宮彌三郎、清水彦太郎」などである。

## 地域

### 教育機関
| 学校名                   | 住所                           | 備考                             |
| ------------------------ | ------------------------------ | -------------------------------- |
| 四国大学                 | 徳島市応神町古川字戎子野123-1  | 学校法人四国大学運営の私立大学。 |
| 徳島県立徳島北高等学校   | 徳島市応神町吉成字中ノ瀬40-6   |                                  |
| 生光学園中学校・高等学校 | 徳島市応神町中原38             | 学校法人生光学園運営の私立学校。 |
| 徳島市応神中学校         | 徳島市応神町吉成字長田130の1   |                                  |
| 徳島市応神小学校         | 徳島市応神町吉成字西吉成91番地 |                                  |
| 生光学園幼稚園           | 徳島県徳島市応神町中原38       |                                  |
| 徳島市応神幼稚園         | 徳島市応神吉成長田93-1         |                                  |
| 徳島市応神幼稚園古川分園 | 徳島市応神町古川字高良64-3     | 2010年に本園と統合。             |

### 戸数・人口
被差別部落の調査報告書『全国部落調査』（徳島県 昭和10年2月現在）によれば、板野郡応神村吉成の吉成西野は「戸数183、人口967、主業は農業、副業は労働、生活程度は下」 である。

## 交通

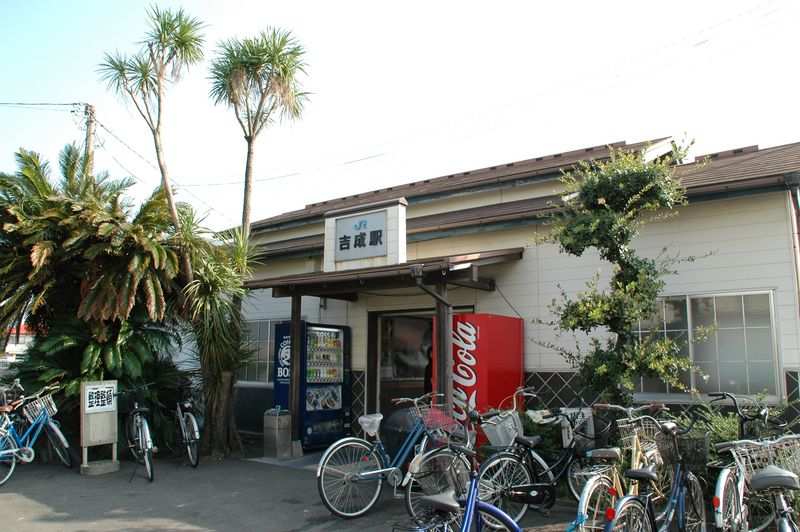
吉成駅(2005.9.18撮影)

### 鉄道路線
- 四国旅客鉄道（JR四国）
  - 高徳線：吉成駅

### 道路
都道府県道
- 徳島県道29号徳島環状線
- 徳島県道30号徳島鴨島線

## 観光地

### 公園
- 徳島市民吉野川北岸運動広場

### 名所
- 吉野川橋
- 四国三郎橋
- 高徳線吉野川橋梁
- 藍染工芸館

### 社寺
- 別宮八幡神社
- 武威神社
- 高良神社
- 持宝寺
- 天光寺 - 阿波西国三十三観音霊場第11番札所
- 成興寺 - 阿波北嶺薬師霊場第13番札所